# ألعاب الفيديو في 1973
هذه قائمة بأهم أحداث ألعاب الفيديو في 1973 وأهم الإصدارات.

## أحداث
- 19 مارس: أسس كاغيماسا كوزوكي شركة كونامي.[1] كان سابقًا يملك شركة تصليح وتأجير صناديق مونوغراف في أوساكا باليابان، وأطلق كونامي لتصنيع آلات تسلية لصناديق الفيديو.[2]
- مايو: تأسيس هادسن سوفت في سابورو باليابان لغرض تسويق أجهزة الاتصالات وصور الفن الفوتوغرافية.[3]
- تايتو - شركة تصنيع ألعاب آركيد إلكتروميكانيكية - تدخل عالم صناعة ألعاب الفيديو وتفتتح فرعًا لها في أمريكا الشمالية.[4]
- سيغا - شركة تصنيع ألعاب آركيد إلكتروميكانيكية - تدخل عالم صناعة ألعاب الفيديو بأشباه لعبة بونغ.
- ظهور كومبيوتر سبيس في فيلمي «خَضار فول الصويا» و«النائم».
- تطوير جون ديلسكا للإصدارات الإمبراطورية الثلاث الأولى على نظام بلاتو.
- استحواذ سيلاس وارنر على الإصدار الأول من الإمبراطورية وإعادة تسميتها إلى الحضارة.
- تطوير حامل عصير الليمون للمرة الأولى.
- بدأ تطوير حرب المتاهة - سلف لنوع ألعاب تصويب منظور الشخص الأول ولعبة شبكة مبكرة - لحاسوب إملاك بي دي إس-1.

## إصدارات بارزة
- حصول ميدواي للألعاب على ترخيص بونغ من آتاري لتبدأ إنتاج لعبة «الفائز»،[5] أول لعبة آركيد من ميداوي.[1]
- آتاري تصدر أمسكتك - أول لعبة متاهة تجارية - لصناديق الفيديو.[1]
- آتاري تصدر بونغ دابلز لصناديق الفيديو. لعبة مستندة إلى بونغ الأصلية، وهي أول لعبة تتضمن أربعة لاعبين.[6]
- آتاري تصدر سباق الفضاء، أول لعبة آركيد للسباق على الإطلاق.
- ويليام للإلكترونيات تصدر كرة المضرب - وهي نسخة غير مرخصة من بونغ - لتكون لعبتها الأولى.[7]
- نشر كتاب ألعاب حاسوب بيسيك لأول مرة. وتضمن الكتاب 101 لعبة مكتوبة بلغة بيسيك.